# Baneservice
Baneservice AS ist ein norwegisches Staatsunternehmen, das Dienstleistungen und Produkte für die Entwicklung, den Bau, die Instandhaltung und den Betrieb von Eisenbahninfrastruktur anbietet. Das Unternehmen baut und wartet Gleise, Oberleitungen, Signal- und Telekommunikationseinrichtungen und betrieb den Umladedienst in den Containerterminals in Hønefoss und Halden.

## Geschichte
Baneservice wurde 1992 gegründet, als der Beschluss gefasst wurde, die Verantwortung für Bahnbetrieb und das Schienennetz von Norges Statsbaner zu trennen. 1996 wurde das Unternehmen als eigenständige Geschäftseinheit von Jernbaneverket. 2005 wurde Baneservice eine staatliche Gesellschaft mit beschränkter Haftung mit dem Samferdselsdepartementet (Verkehrsministerium) als Eigentümer.
Am 1. Januar 2016 wurde die Verwaltung des Staatseigentums von Baneservice AS vom Verkehrsministerium auf das Nærings- og fiskeridepartementet (Ministerium für Handel und Fischerei) übertragen. Im Dezember 2016 kaufte Baneservice 57 % der Anteile an RailCom AS. Die Übernahme war Teil der Wachstumsstrategie des Unternehmens und stärkte die Position von Baneservice auf dem norwegischen Markt.
Im Juli 2019 wurde diese Position durch die Übernahme von Norsk Jernbanedrift AS (NJD) weiter gestärkt. Durch die Übernahme von NJD sicherte sich Baneservice zudem 89 % der Anteile an PowerOn.
2016 hatte die Gruppe 352 Mitarbeiter. Das Betriebsergebnis im Jahr 2016 betrug rund 828 Mio. NOK und das Betriebsergebnis ca. 87 Mio. NOK. Baneservice ist heute das größte norwegische Eisenbahnunternehmen mit etwa 600 Mitarbeitern, einem umfangreichen Maschinenpark und mehreren Tochterunternehmen.

## Struktur
Baneservice gliedert sich in vier einander ergänzende Geschäftsbereiche, die alle Projekte des Unternehmens mit fachlichem Know-how, Maschinen und Equipment bedienen. Im Segment Contractor sind die Geschäftsbereiche Entwicklung, Fahrwegtechnik, Maschinen und das Tochterunternehmen RailCom AS zusammengefasst. Ein weiteres Segment umfasst die Elektrowerkstatt, die Ingenieurdienstleistungen und die Tochtergesellschaft PowerOn AS.

### Baneservice Scandinavia
Im Zeitraum 2006 bis 2013 hatte Baneservice auch eine schwedische Abteilung, die eisenbahnbezogene Vertragsaktivitäten durchführte. Baneservice Skandinavia AB in Göteborg wurde 2009 gegründet. Damit hatte Baneservice ein neues Standbein innerhalb der Logistikdienste an Frachtterminals in Schweden, wo das Unternehmen unter anderem die operative Verantwortung für das kombinierte Terminal in Göteborg trug. Im Frühjahr 2022 verkaufte Baneservice AS das Unternehmen Baneservice Scandinavia mit Termin 30. Juni 2022 an Grenland Rail AS, wobei ein neuer Firmenname vergeben werden sollte.

## Aufgaben
Baneservice ist unter anderem für die Umrüstung auf ERTMS in Norwegen zuständig. Die ersten Strecken werden die Gjøvikbane und die Nordlandsbane sein, deren Fertigstellung ursprünglich für 2022 geplant war. Da sich die Ausbaumaßnahmen verzögerten, soll die Gjøvikbane nun im November 2023 fertiggestellt werden, die Nordlandsbane soll Ende 2024 folgen. Dies wurde mit Lieferschwierigkeiten begründet, so dass Ende 2022 nur zwei ausgerüstete Züge zur Verfügung gestanden hätten. Diese Verschiebung hat auch Auswirkungen auf die Planungen der Bergensbane für 2023 und der Rørosbane für 2024, die erst 2025 mit dem neuen Signalsystem ausgestattet sein werden.
Flächendeckend soll das gesamte Land 2032 umgerüstet sein.
Ein anderes Projekt ist der zweispurige Ausbau von Fløen nach Bergen sowie der gesamten Strecke von Arna nach Bergen, die Modernisierung und der Ausbau des Frachtterminals Nygårdstangen in Bergen sowie der Abschluss der bahntechnischen Arbeiten in Fløen für die Inbetriebnahme des alten Ulrikstunnels.
Das Unternehmen ist neben dem Oberleitungsbau, der Signaltechnik und dem Gleisbau in den Bereichen Niederspannung und Telekommunikation/Glasfaser bei Eisenbahn- und Straßenbahnbetrieben tätig.

## Fahrzeuge

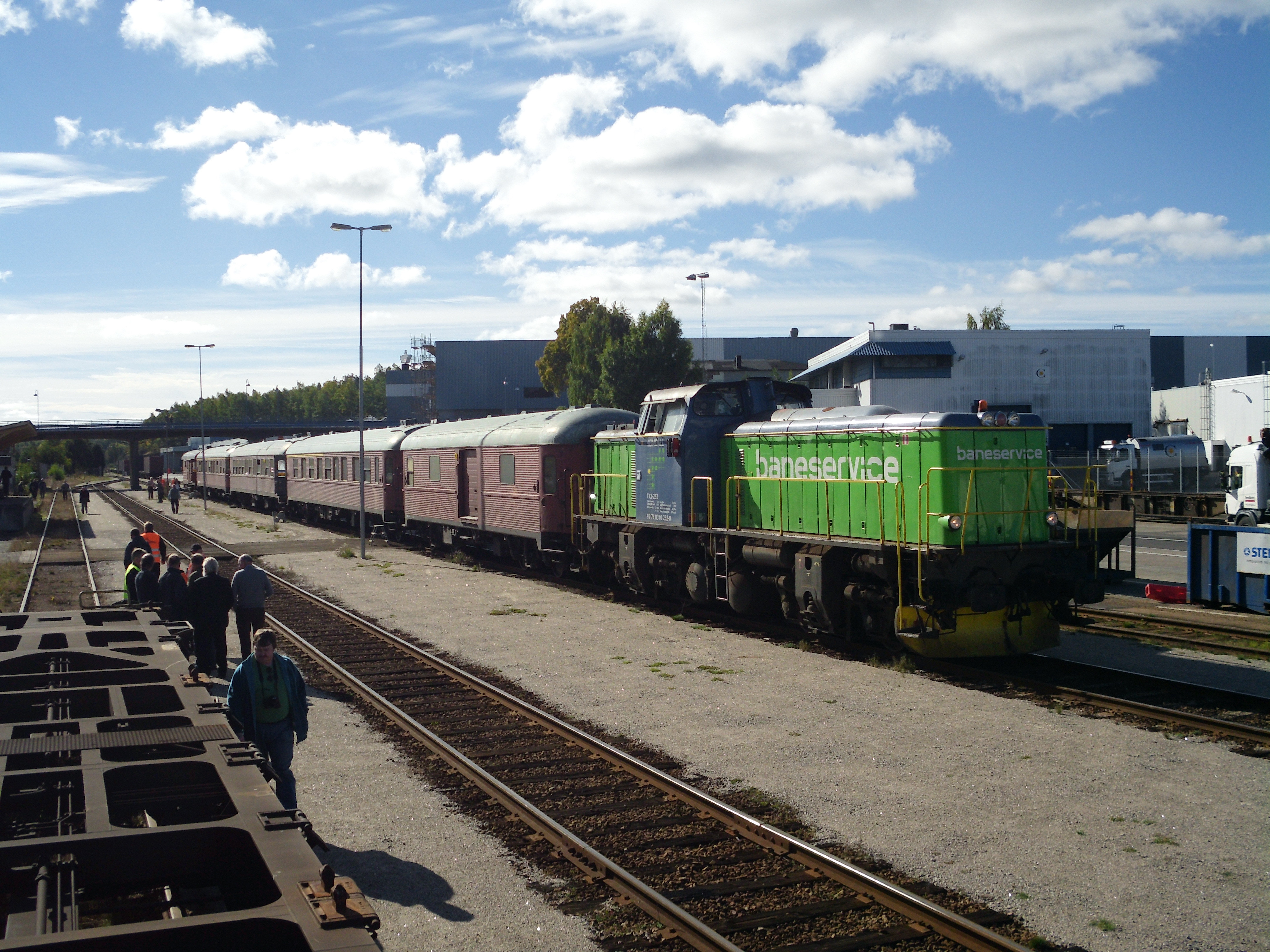
Ein Touristenzug, geführt von der T43 252, am Güterbahnhof von Olofström, Schweden

Für die Gleisbauarbeiten besitzt Baneservice Gleisbaumaschinen für Gleisumbau, Justage und Bettenreinigung von Plasser & Theurer sowie Robel, Kleinwagen, Zweiwegefahrzeuge, Güterwagen sowie vier Kleinlokomotiven Skd 224 und Triebwagen (Y1 1311).